# Gruppo del Cir
Il Gruppo del Cir (Cirspitzen in Tedesco, Pizes de Cir in Ladino) è un gruppo montuoso delle Dolomiti che costituisce la parte meridionale del territorio del parco naturale Puez-Odle, contornato dalla val Badia e dalla val Gardena, in Alto Adige: la cima più alta della catena è il Grande Cir, che raggiunge la quota di 2.592 metri, seguita dai 2.520 m del Piccolo Cir.

## Storia

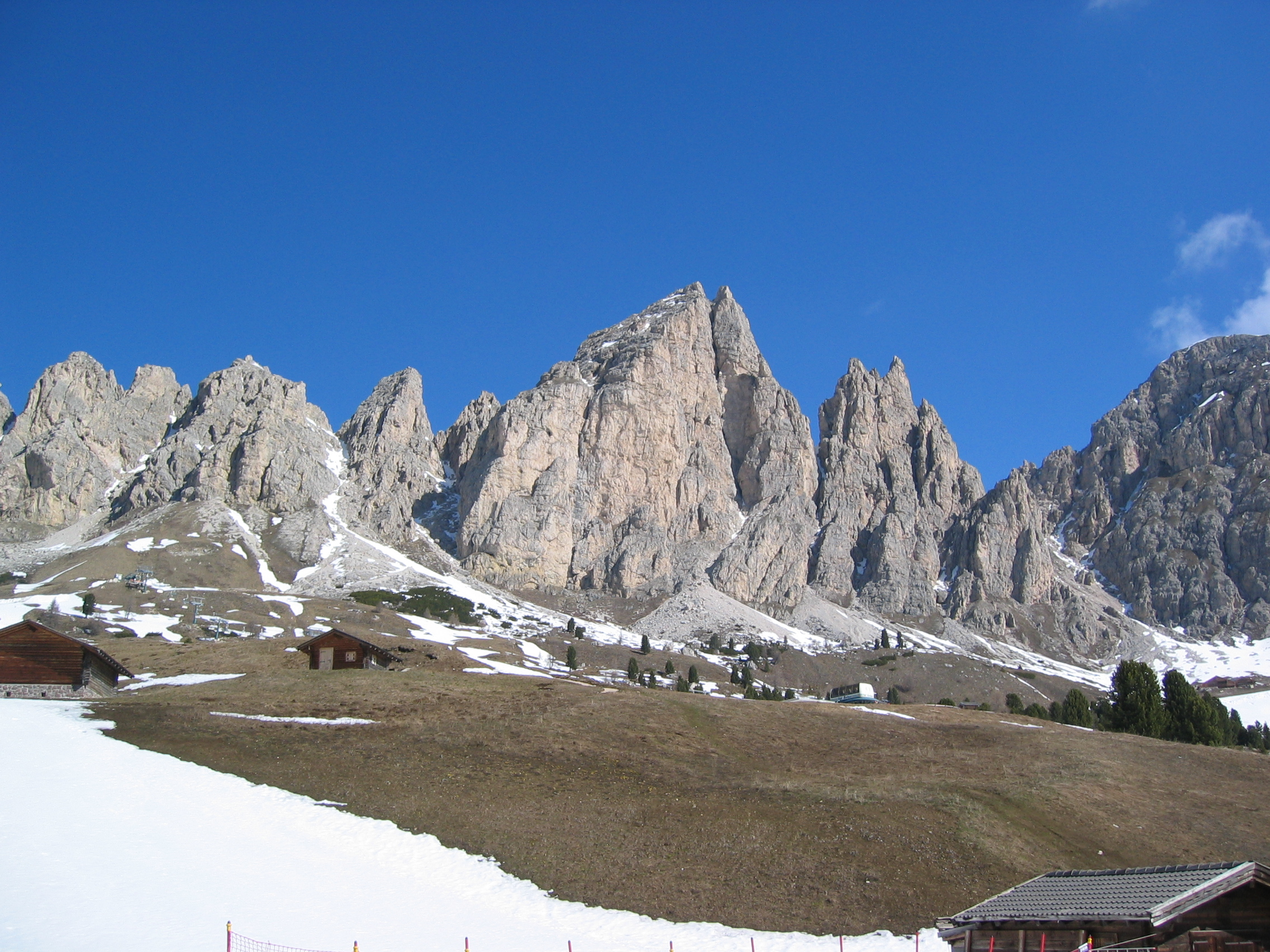
Gruppo del Cir

La prima scalata di cui si abbia finora notizia è stata effettuata il 7 agosto 1887 da Johann Santner e Gottfried Merzbacher, che hanno risalito il gruppo montuoso dal lato occidentale.

## Rifugi
Ai piedi degli speroni rocciosi delle principali vette del gruppo montuoso è situato sul versante meridionale il rifugio Dantercëpies (2.298 m), che si trova subito a sud del gruppo e presso il quale si trovano gli arrivi della cabinovia da Selva di Val Gardena e della seggiovia dal passo Gardena.
Sul versante orientale del gruppo montuoso è situato invece il rifugio Jimmy (2.200 m).

## Vie ferrate
- Via ferrata Piccolo Cir
- Via ferrata Grande Cir